# Francisco Urroz
Francisco Urroz Martínez (14 de desembre de 1920 - 22 de gener de 1992) fou un futbolista xilè.

## Selecció de Xile
Va formar part de l'equip xilè a la Copa del Món de 1950. Fou jugador de Colo-Colo.